# Cahuzac, Tarn
Cahuzac är en kommun i departementet Tarn i regionen Occitanien i södra Frankrike. Kommunen ligger i kantonen Dourgne som tillhör arrondissementet Castres. År 2022 hade Cahuzac 360 invånare.

## Befolkningsutveckling
Antalet invånare i kommunen Cahuzac
| Referens: INSEE |

## Platser och monument

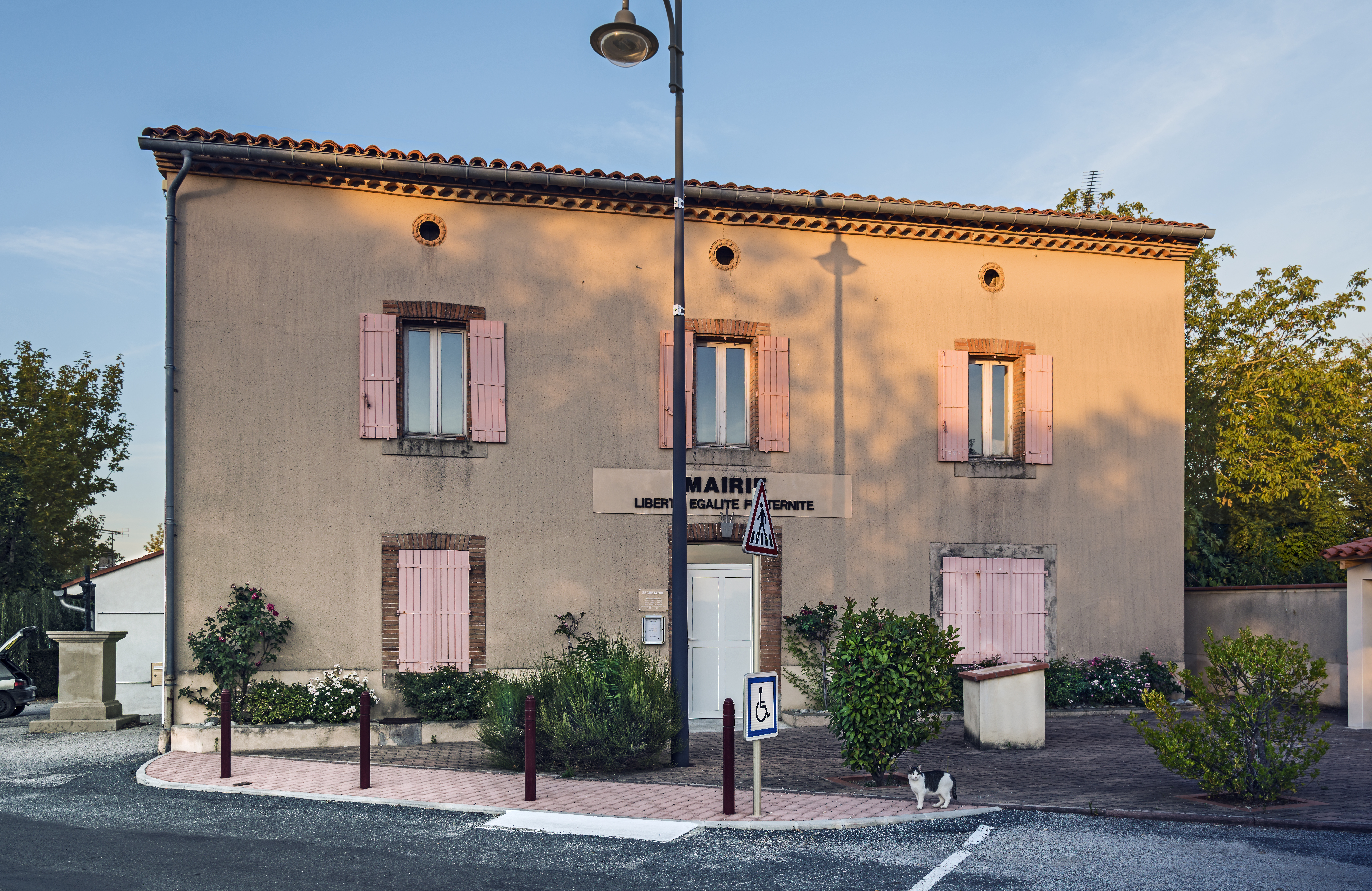
Stadshuset.
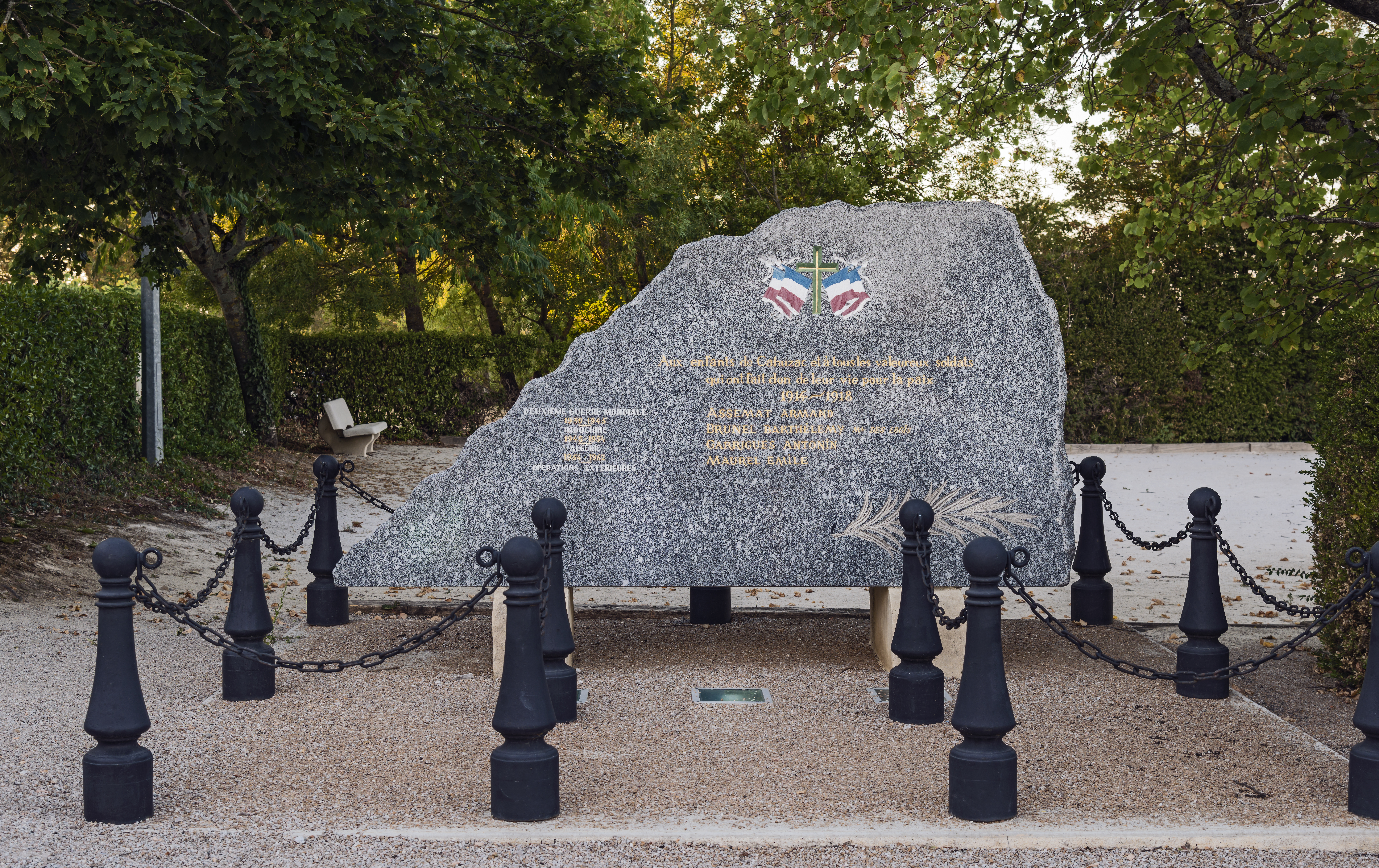
Krigsmonument.
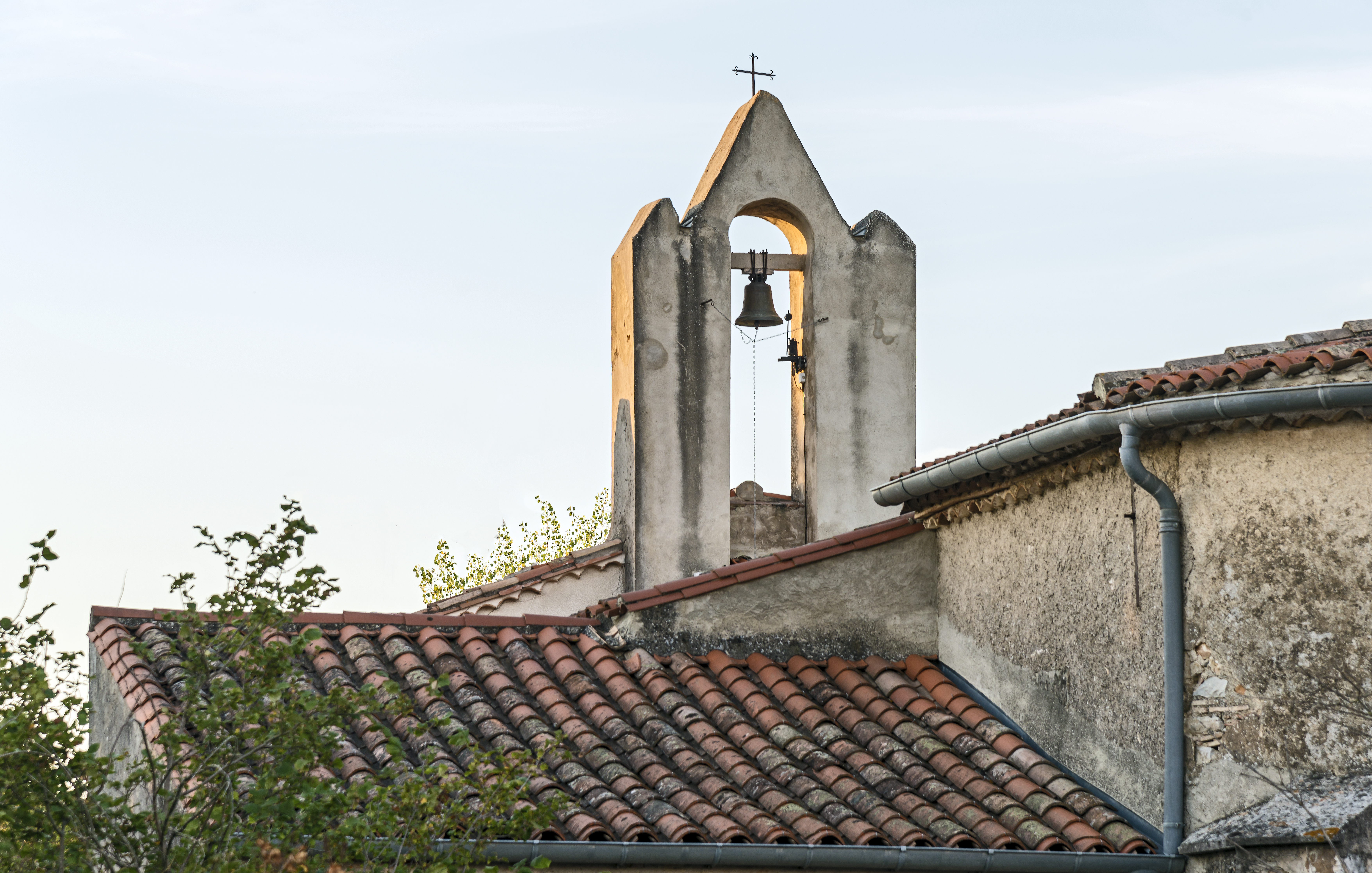
Kyrktornet.